# Château de La Follie

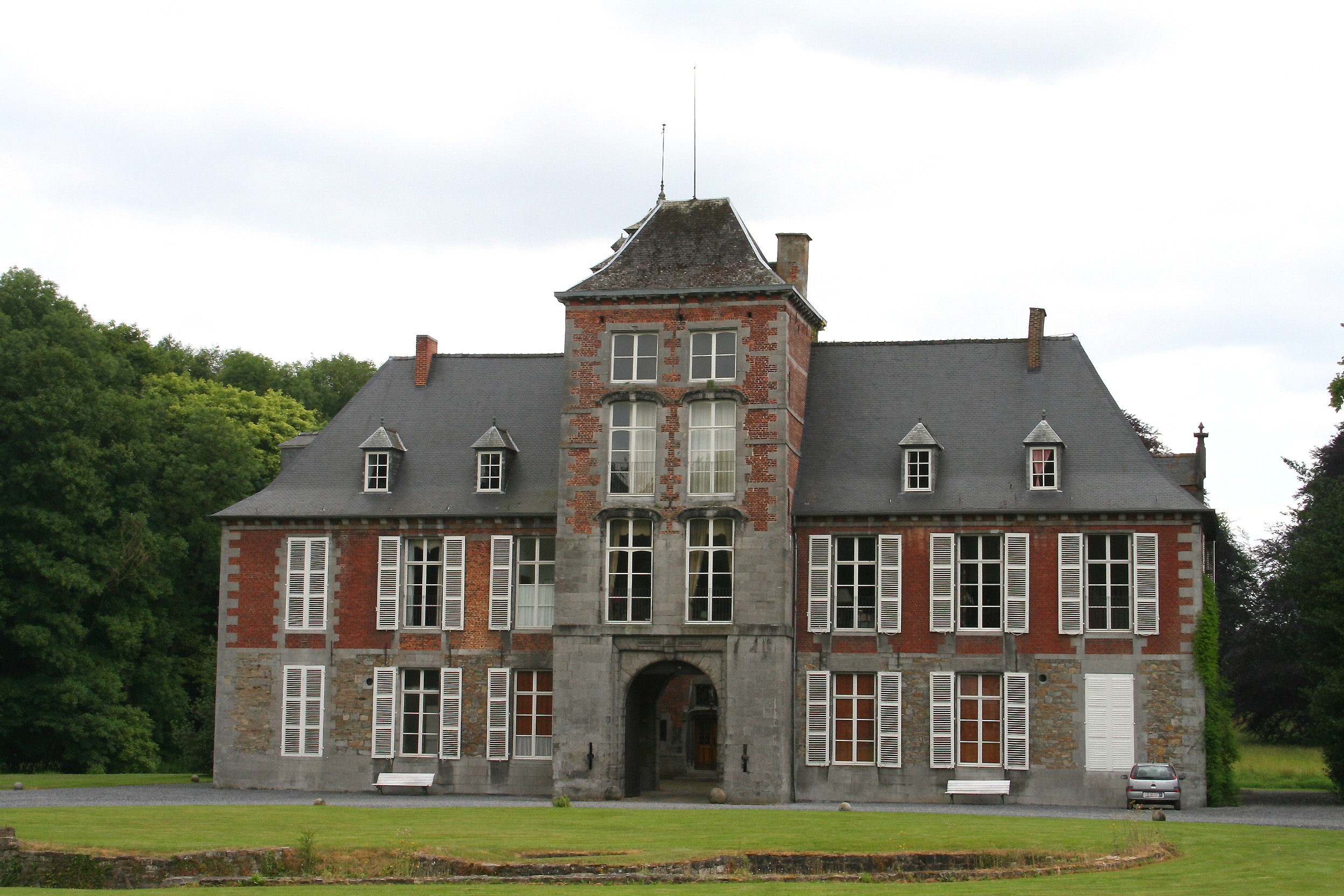
Voorgevel

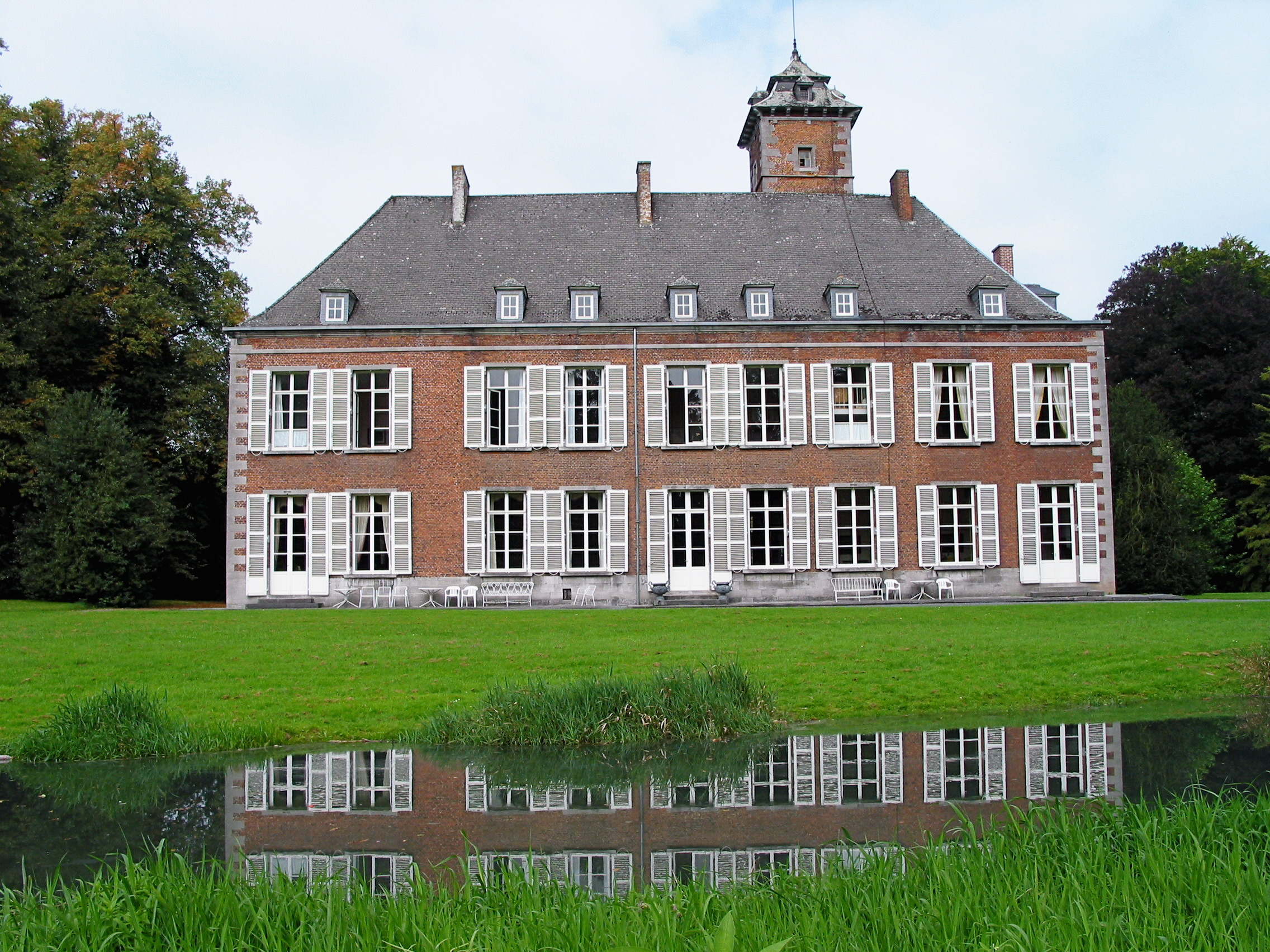
Achtergevel aan de Senette

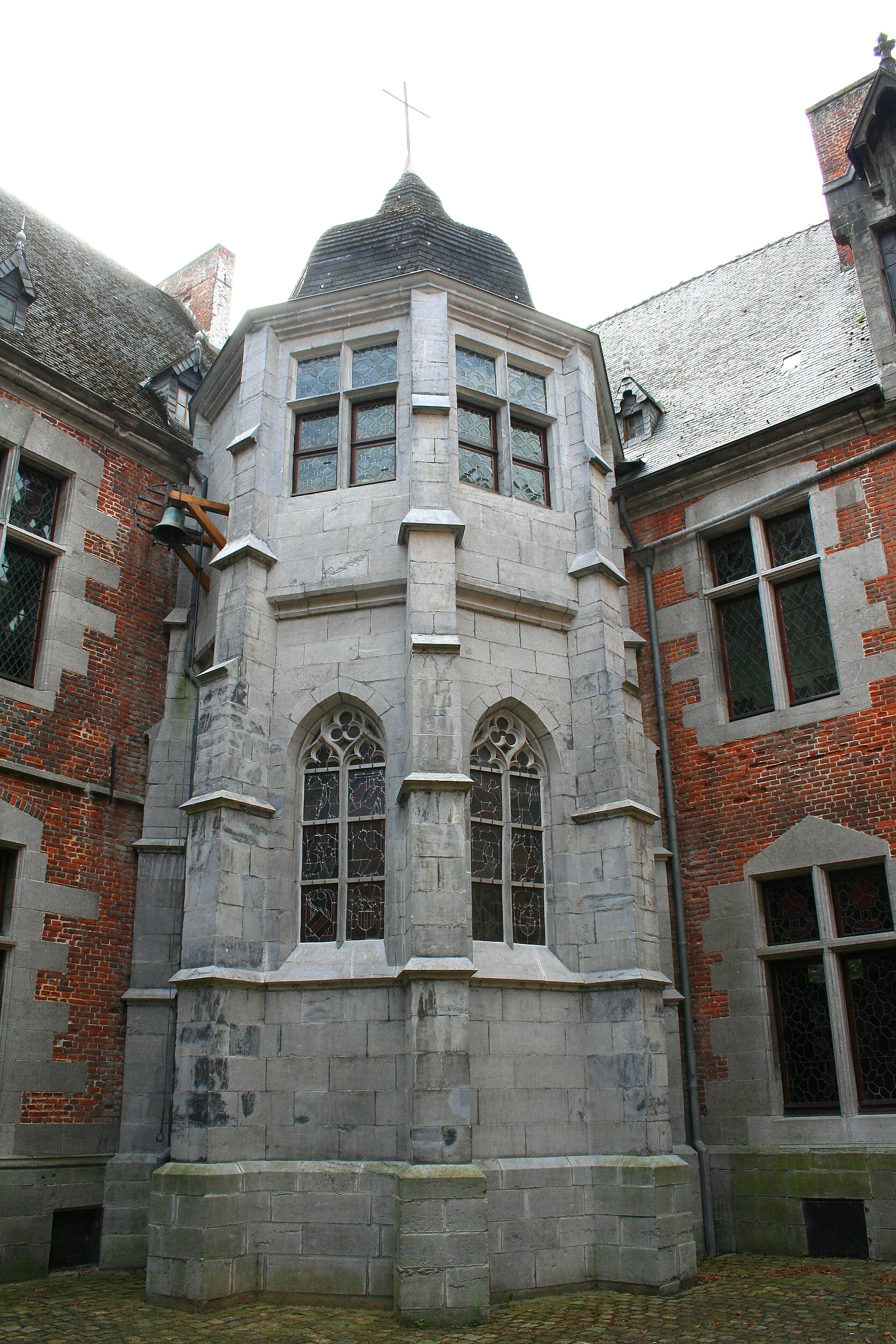
Kapel

Het kasteel van La Follie (Frans: Château de La Follie), gelegen aan de oevers van de Sennette in Écaussinnes-d'Enghien in de Belgische provincie Henegouwen, is een 16e-eeuws kasteel gebouwd op de fundamenten van een 14e-eeuws slot. Het gebouw is sinds 1976 een beschermd monument en de kasteelkapel behoort tot het uitzonderlijk erfgoed van Wallonië.

## Geschiedenis
La Follie was een heerlijkheid die in het bezit was van de heren van Roeulx en daarna die van Edingen. De naam verwijst etymologisch niet naar dwaasheid maar naar gebladerte (feuillée, want het was een beboste streek).
Ten tijde van de Vlaamse Opstand tegen Maximiliaan in 1488 zetelde de familie d'Orley in het kasteel. De jonge Bernard II d'Orley stelde zich met zijn schoonvader Hendrik van Wittem en enkele andere edelen teweer tegen het offensief van de Brusselaars. Pontus Heuterus verhaalt hoe de opstandelingen, na diverse kastelen en plaatsen te hebben ingenomen, hun tanden stukbeten op La Follie.
Na Bernards' dood in 1506 liet zijn echtgenote Isabeau de Wittem het kasteel verbouwen tot een aangename residentie met grote ramen. Begin 19e eeuw vond een restauratie plaats.
Onder het huidige gebouw legde Pierre de Lichtervelde in 1928 slotgrachten uit de 14e eeuw bloot. Het oude versterkte kasteel had vier ronde torens met mezekouwen. De muren waren drie meter dik en volgden een vierhoekig grondplan. De toegang werd verdedigd door een ophaalbrug.

## Beschrijving
Het kasteel heeft nog voor een groot deel zijn 16e-eeuwse gedaante. Bijzonder is de achthoekige Sint-CHristoffelkapel op het binnenplein, met beschilderde spitsgewelven en vier originele renaissanceglazen.
In de uitgestrekte gewelfde kelders zijn nog de fundamenten te zien van de vier vroegere hoektorens. De aanwezigheid van een open haard suggereert dat deze ruimten in de 14e eeuw bewoonbaar waren. Bij de 16e-eeuwse herbouw van het kasteel werd het niveau opgehoogd, waardoor deze kamers volledig ondergronds kwamen te liggen.

## Schilderijen
In het kasteel bevindt zich een merkwaardige reeks schilderijen, mogelijk het werk van Jacob van Lathem. Ze tonen Filips de Schone tijdens zijn verblijf in Spanje in 1506, waar hij ook stierf:

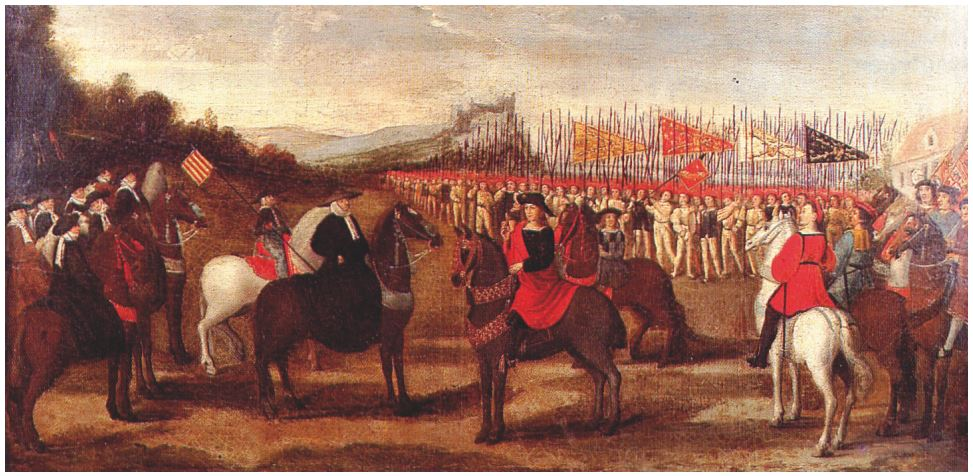
Ontmoeting van Filips de Schone en Ferdinand II van Aragon in Remesal
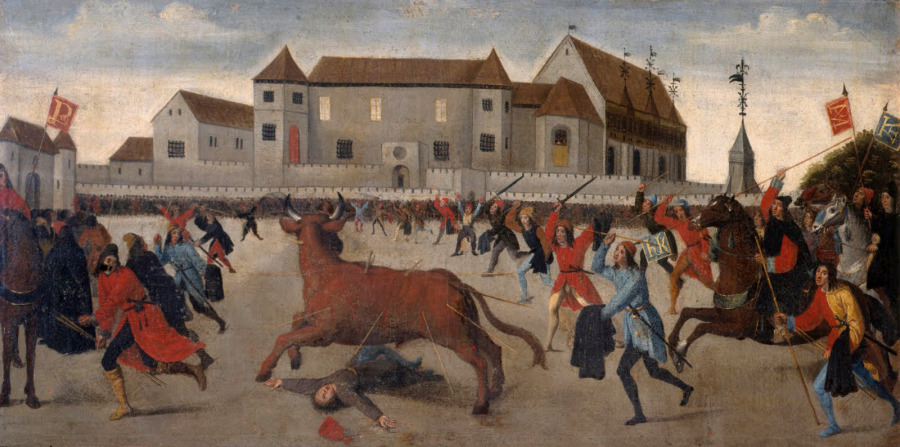
Stierengevecht in Benavente

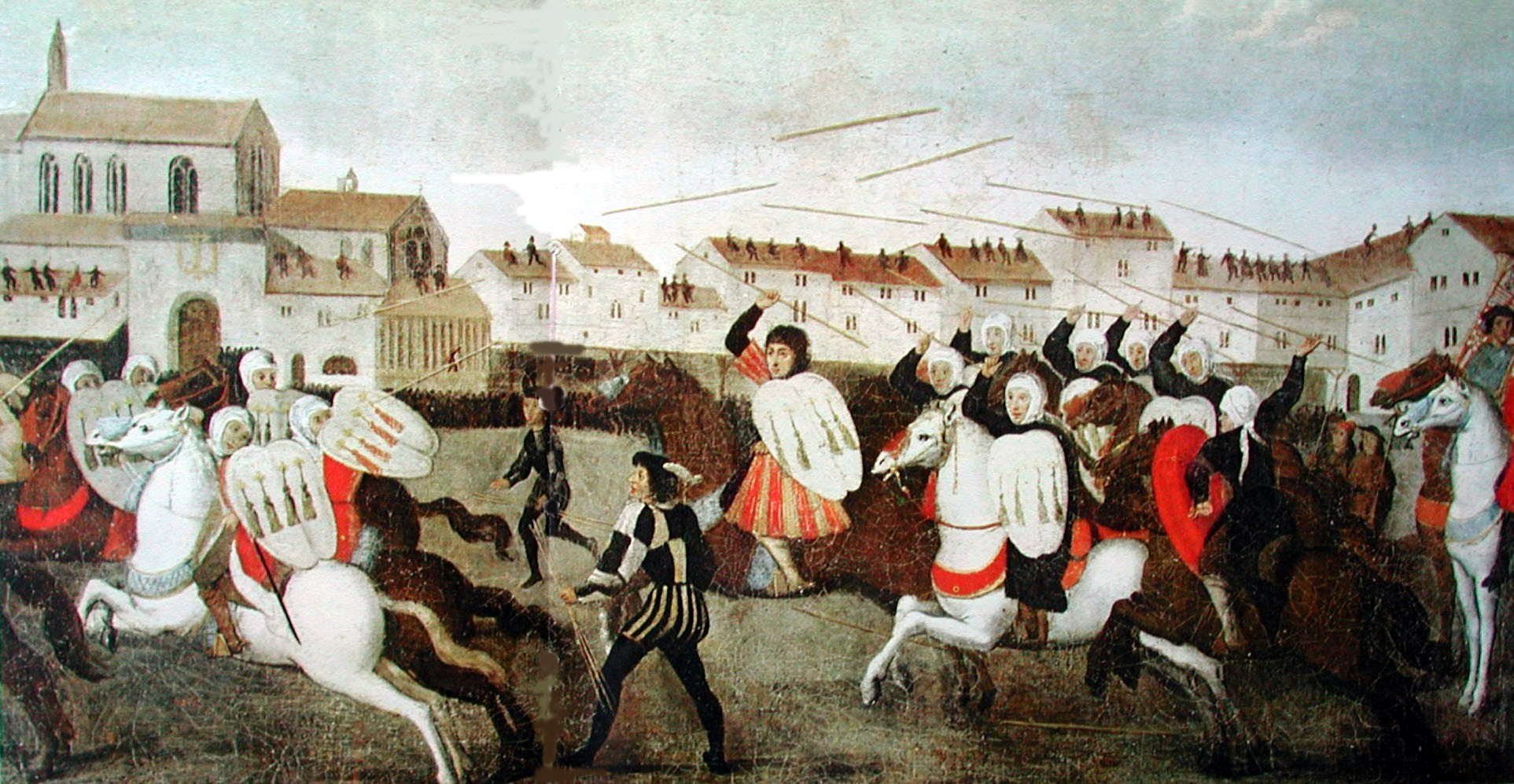
Stokkenspel in Valladolid
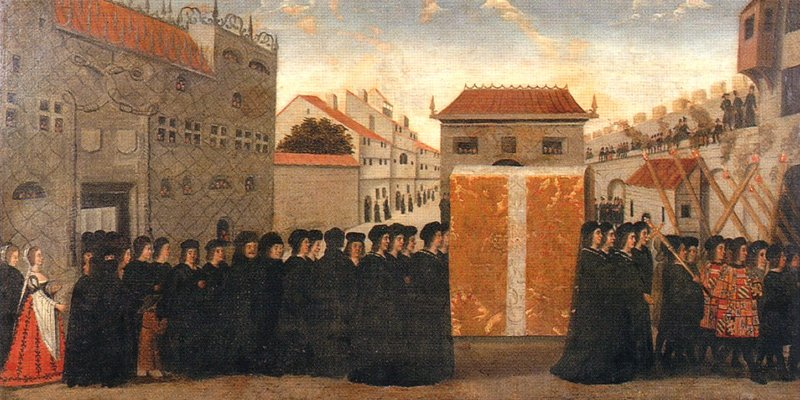
Begrafenis van Filips de Schone in Burgos

## Festival
Elk jaar in juli wordt in het kasteel een klassiek muziekfestival georganiseerd. Ook voert het Brusselse Théâtre Royal des Galeries er in augustus toneel op.